# Хесс, Генрих
Генрих Мария фон Хесс, устар. Гесс (нем. Heinrich Maria von Hess; 1798, Дюссельдорф —1863, Мюнхен) — немецкий живописец академического направления, участник общества назарейцев в Риме. Мастер монументальных росписей и расписных церковных витражей.

## Биография
Генрих фон Хесс родился 19 апреля 1798 года в Дюссельдорфе в семье художника-гравёра Карла Эрнста Хесса. Его старший брат Петер фон Хесс был известным живописцем исторического и батального жанров.
Первые художественные уроки Генрих получил у отца. В 1806 году семья переехала в Мюнхен, где с 1813 года юноша посещал Академию искусств. На стипендию короля Баварии Максимилиана I в 1821 году Хесс совершил поездку в Италию, в Риме изучал работы старых мастеров. В Риме Хесс сделал копию с фрески Рафаэля «Парнас» в Станце делла Сеньятура Ватиканского дворца, а изучение классических образцов монументального искусства, вероятно, побудило его к стремлению создавать образцы христианского искусства «большого стиля». В 1826 году он вернулся в Германию и снова поселился в Мюнхене. Там он написал фреску «Дафна в объятиях Аполлона» в Зале Богов мюнхенской Глиптотеки по эскизу Петера фон Корнелиуса. По рекомендации баварского короля Людвига I (сына Максимилиана I) Хесс был назначен профессором в мюнхенской Королевской академии искусств.

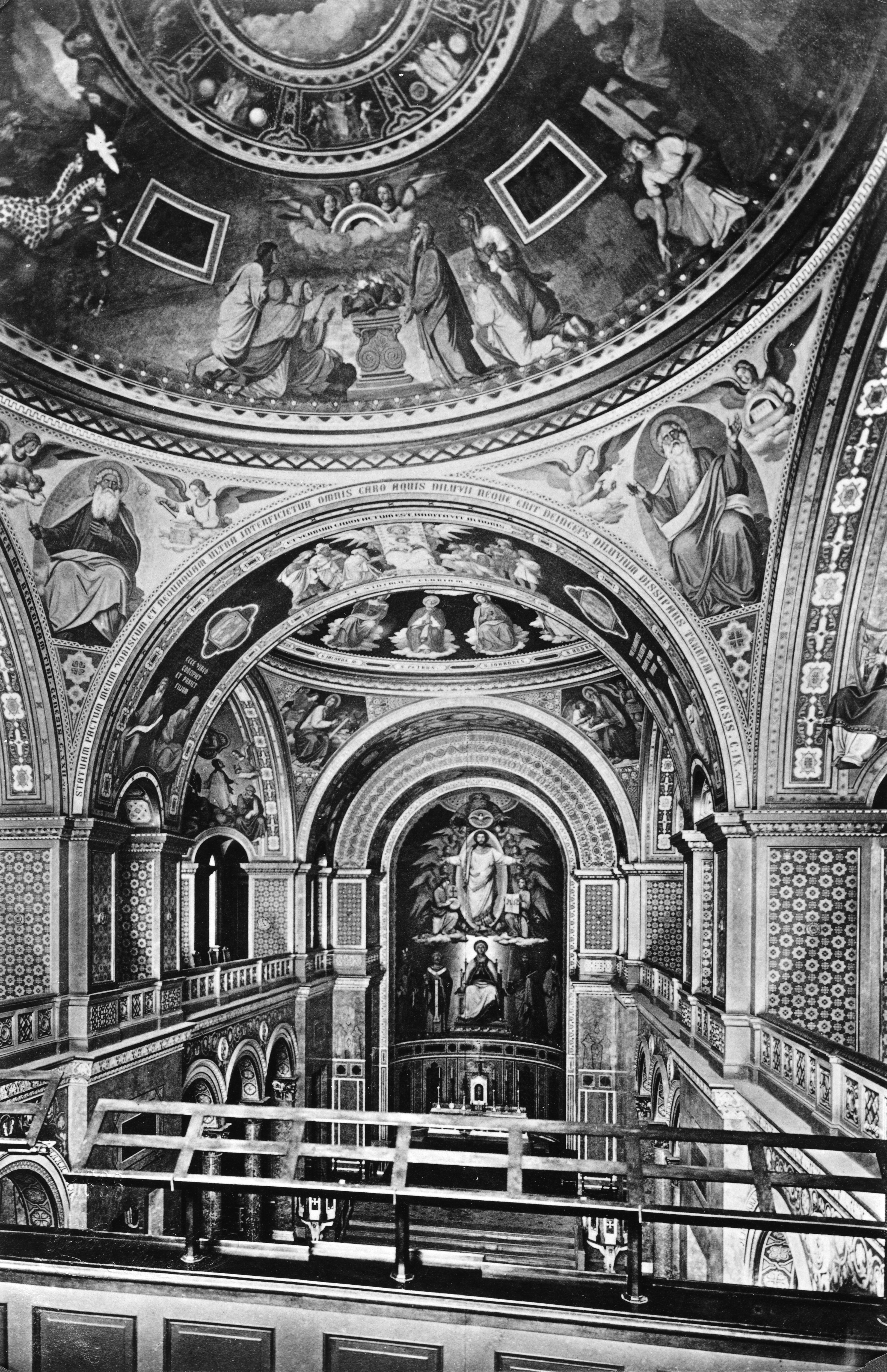
Церковь Всех Святых в Мюнхене. Росписи Г. Хесса. Интерьер до разрушения во время Второй мировой войны

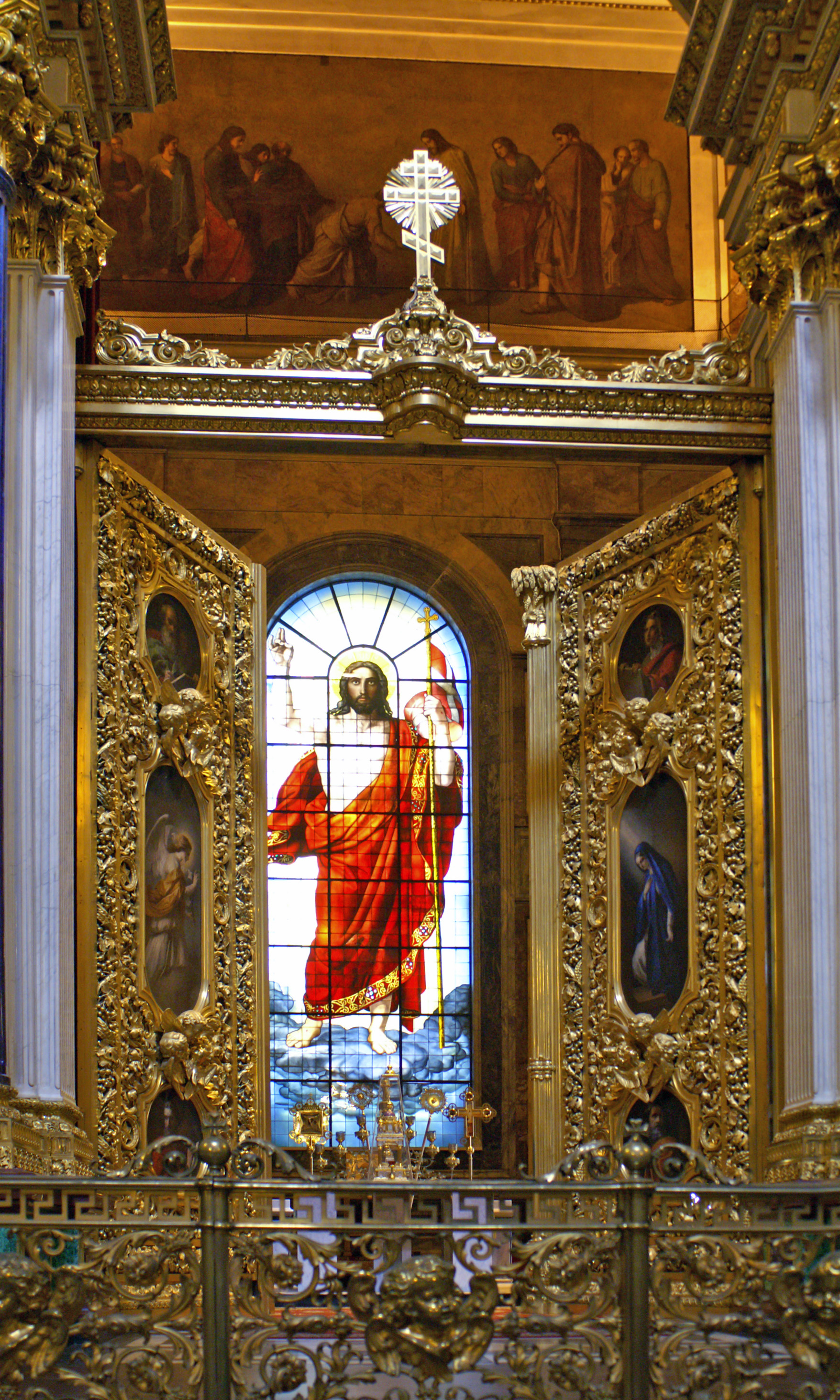
Воскресший Спаситель. 1841—1843. Витраж главного алтаря Исаакиевского собора в Санкт-Петербурге

В Королевском институте росписи по стеклу (Königliche Glasmalerei Anstalt), основанном королём Людвигом I, с декабря 1826 года он создавал расписные витражи для Регенсбургского собора и собора в Кёльне. Затем он создал витражи для мюнхенской церкви Марии Помогающей (Mariahilfkirche). После этих работ Хесс стал выдающимся специалистом по создании живописных (расписных) витражей. В 1837 году он был назначен художественным «художественным инспектором» (artistischer Inspector) Института росписи по стеклу, сменив в этой должности архитектора Фридриха фон Гертнера.
Весной 1827 года Хесс прочитал в Академии первую лекцию и открыл мастер-класс по масляной живописи. Его первой крупной работой, начиная с лета 1827 года, было украшение Придворной церкви Всех Святых (Allerheiligen-Hofkirche) фресками в неовизантийском стиле, закончив эту работу спустя десять лет. Он создал 33 картины на сюжеты Ветхого завета и 34 картины — из Нового завета. После этого Хесс работал в мюнхенской базилике аббатства Святого Бонифация, написав фрески на темы из жизни святого.
С 1841 по 1843 годы фон Хесс (в России его называли Гессом) создавал знаменитый расписной витраж с образом Воскресшего Христа для Исаакиевского собора в Санкт-Петербурге.
В интерьер православного храма витраж был включён по предложению автора одного из вариантов проекта мюнхенского архитектора Лео фон Кленце. Изображение Воскресшего Спасителя в рост в большом окне главного алтаря было одобрено Священным Синодом и лично императором Николаем I, несмотря на то, что витражи обычно сооружают в католических храмах. Изготовлением в стекле руководил М. Э. Айнмиллер — глава «Заведения живописи на стекле» при Королевской фарфоровой мануфактуре в Мюнхене. Площадь витража составляет 28,5 квадратных метров, отдельные стёкла скреплены свинцовыми пайками. К 1843 году витраж был установлен в окне собора в Санкт-Петербурге. Он является ключевым памятником в истории витражного искусства в России. Установка его в главном храме России утвердила витраж в системе оформления православных церквей страны. Витражи получили «законные» права в православных храмах. А изображение Воскресшего Спасителя в алтарном окне Исаакиевского собора стало иконографическим образцом для многих витражей в храмах России, как в XIX веке, так и в наше время.
В 1844 году Хесс получил от короля Людвига I рыцарский крест ордена заслуг Баварской короны и получил разрешение на основание ещё одной школы живописи, но не получил финансовой поддержки со стороны баварского двора — как было обещано изначально. Таким образом, Хесс смог создать это учреждение только три года спустя и почти полностью за свой счёт. В конечном итоге финансовые проблемы заставили Хесса отказаться от этого проекта.

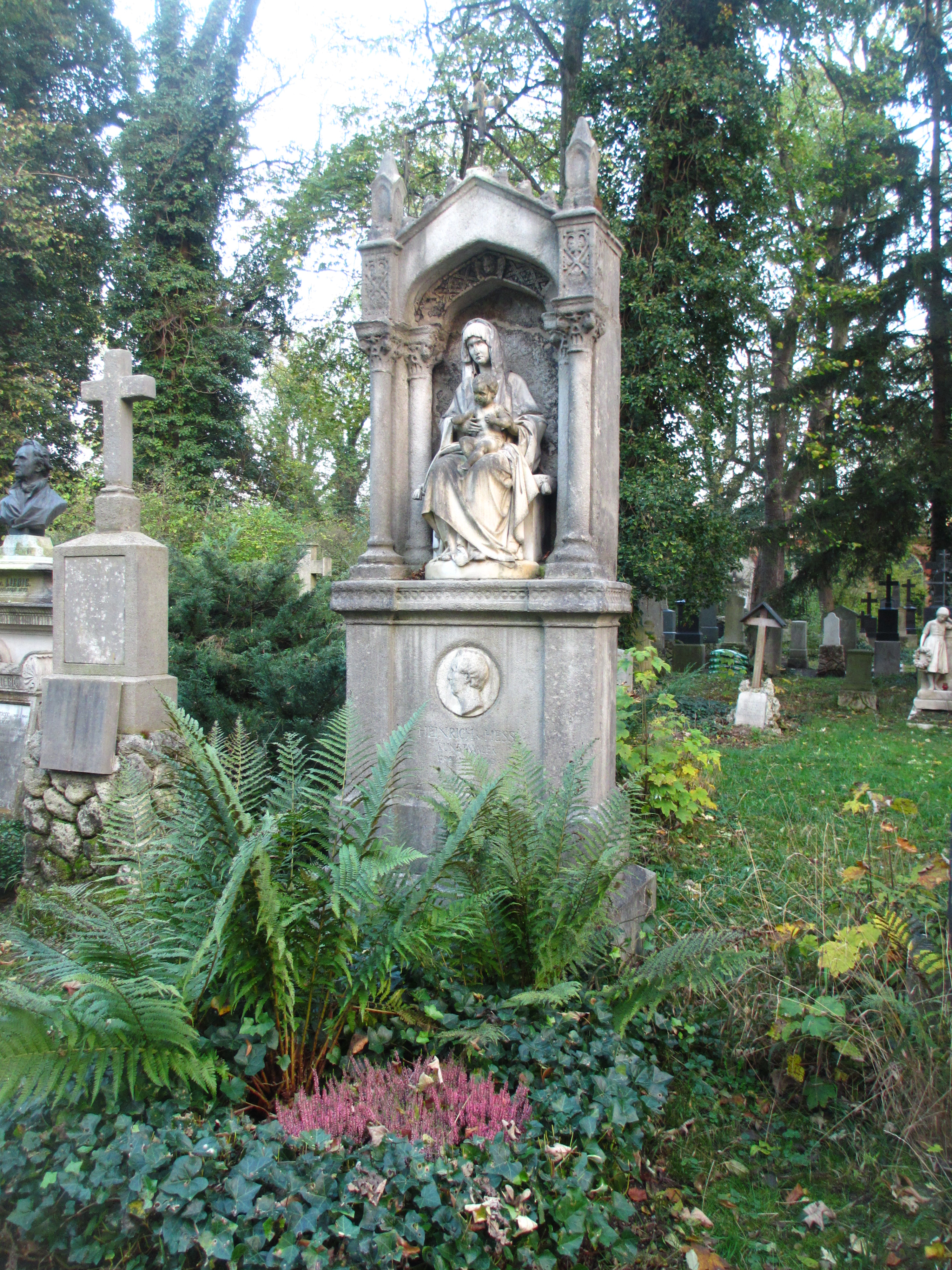
Могила Хесса на Старом южном кладбище в Мюнхене

1 апреля 1848 года Хесс был назначен исполняющим обязанности директора Королевской академии изящных искусств, а затем — директором Государственных коллекций (нем. Vereinigten Sammlungen des Staates). Генрих фон Хесс стоял у истоков создания мюнхенской картинной галереи — Новой пинакотеки. В 1860 году он был одним из членов-основателей мюнхенской Ассоциации христианского искусства. В 1862 году Хесс стал «внешним членом» Академии изящных искусств.
По определению Британской энциклопедии Хесс «занимает второе место в монументальной живописи, помимо Овербека, всегда верный природе, хотя и помнящий о традициях христианского искусства, искренний и простой в чувствах, но реалистичный и мощный в выражении. Благодаря ему и его ученикам в мюнхенской школе сохранилось и расширилось чувство религиозного искусства».
Его последнее произведение, «Тайная вечеря», было найдено неоконченным в его мастерской после его смерти. Художник скончался 29 марта 1863 года в Мюнхене и был похоронен на Старом южном кладбище. Его бюст установлен в мюнхенском Зале славы.

## Галерея

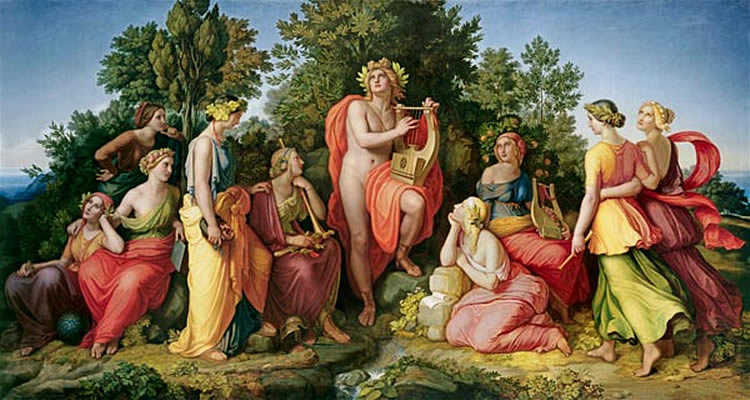
Aполлон и музы. 1826. Холст, масло. Новая пинакотека, Мюнхен
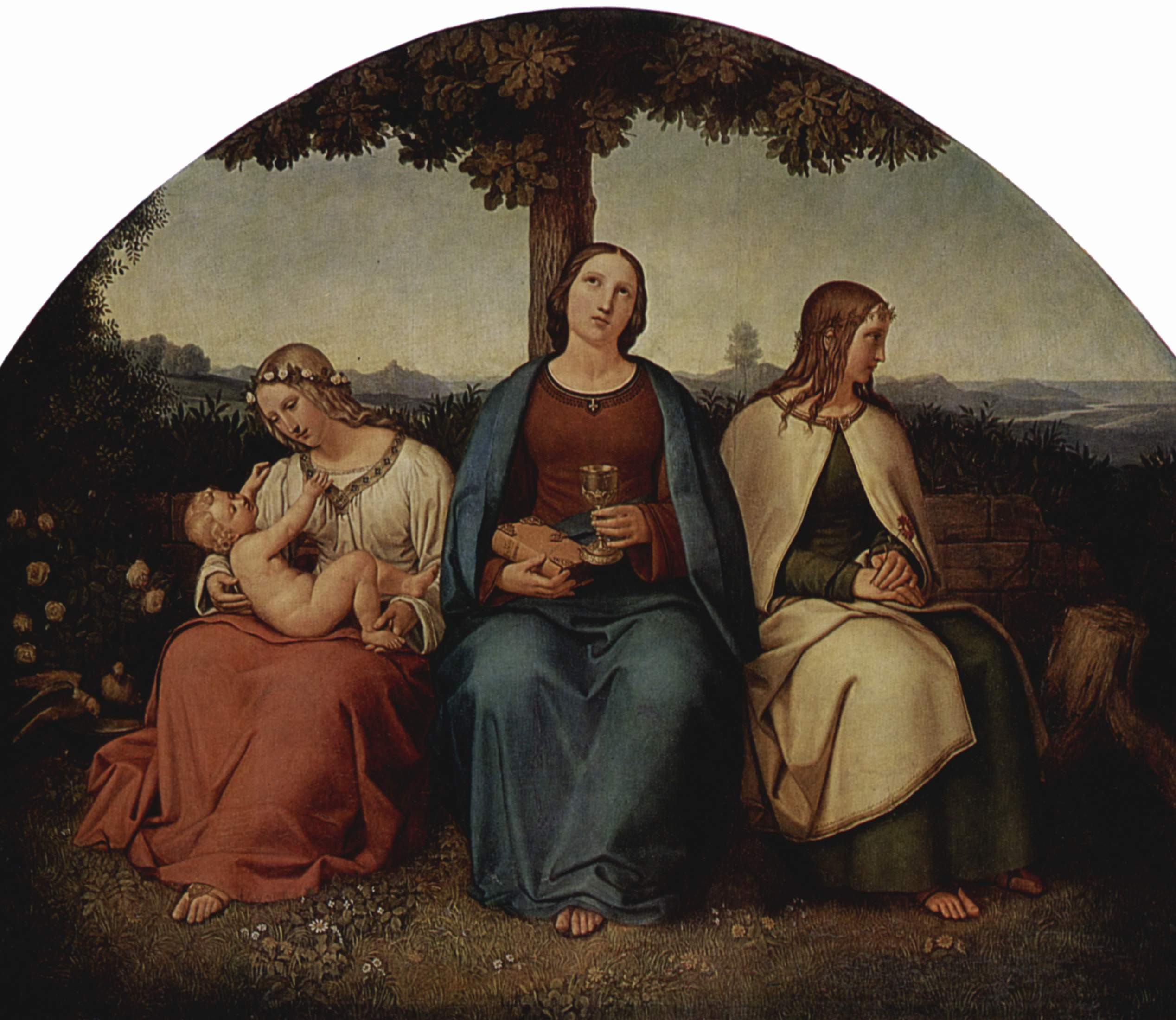
Вера, Надежда, Любовь. 1819. Дерево, масло. Государственный Эрмитаж, Санкт-Петербург
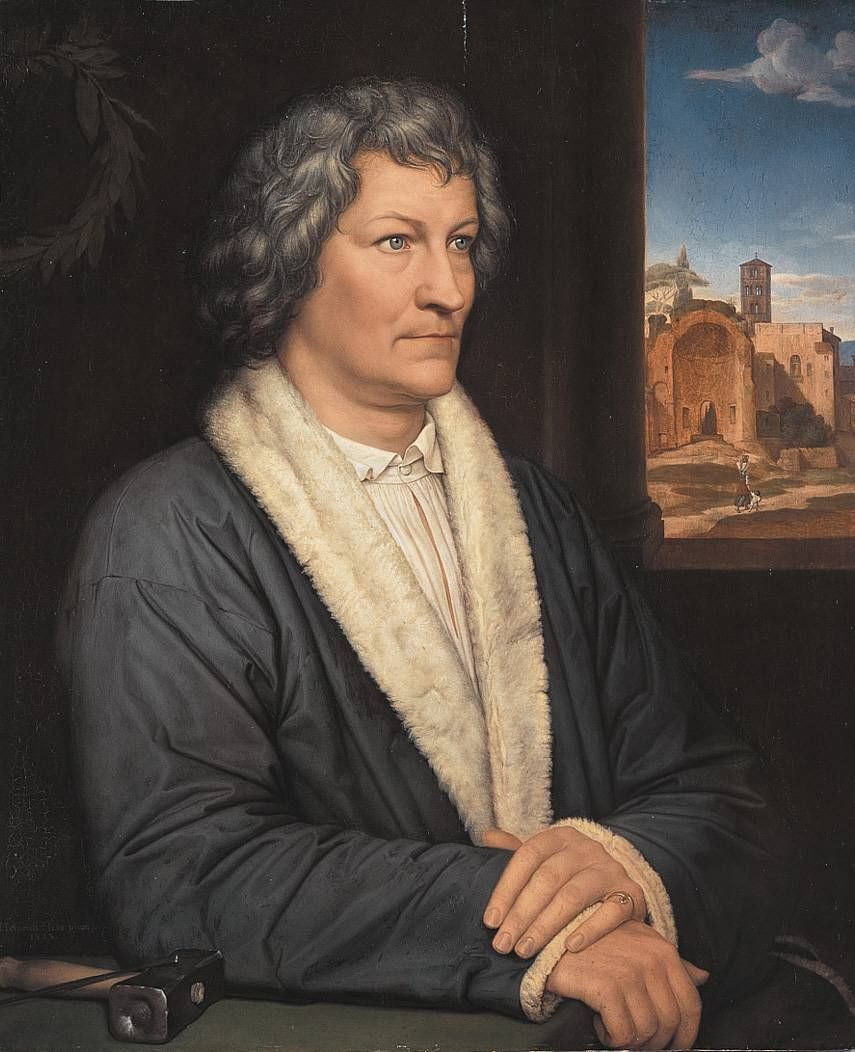
Портрет скульптора Бертеля Торвальдсена. 1823. Дерево, масло. Новая пинакотека, Мюнхен
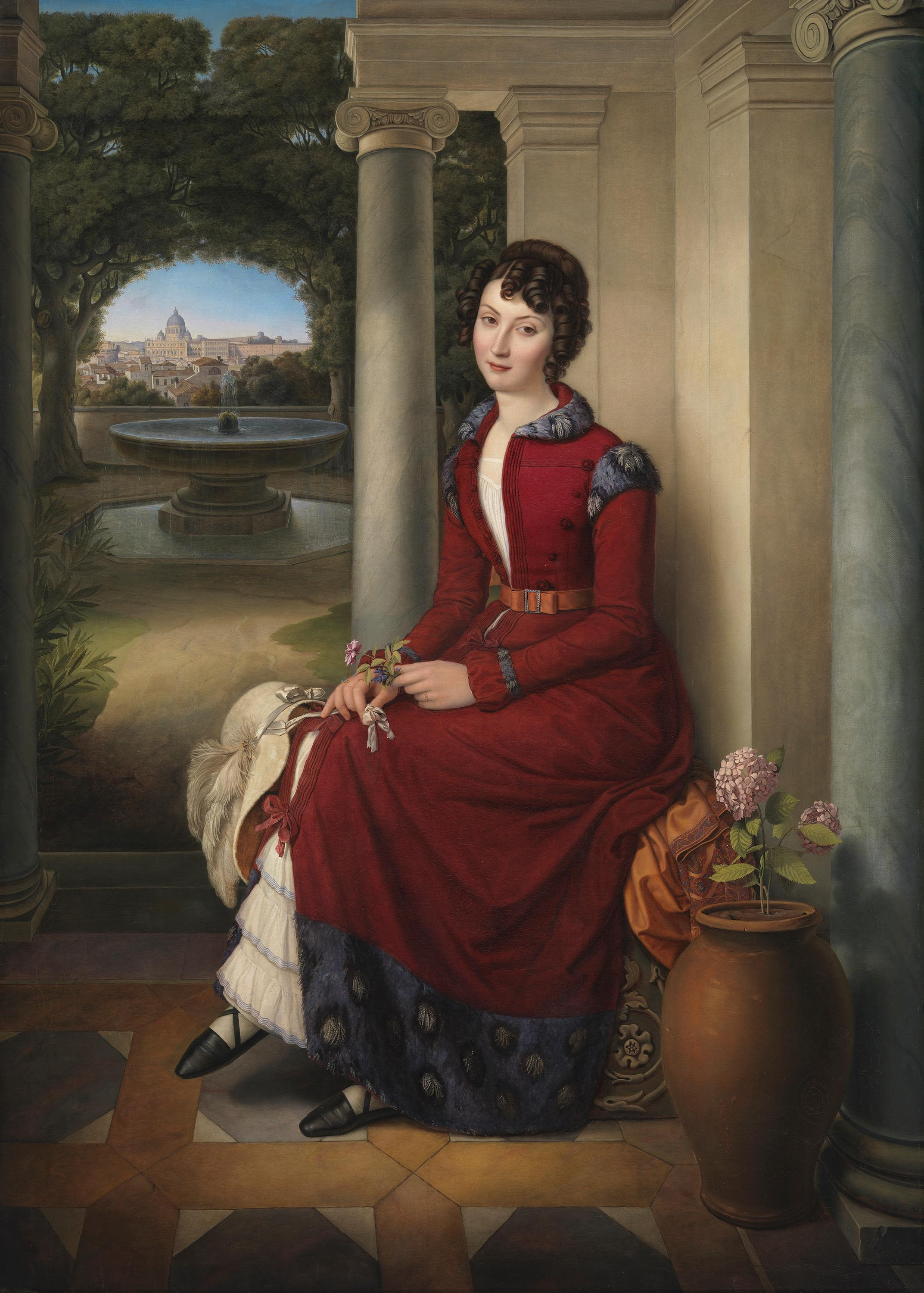
Маркиза Марианна Флоренци. 1824. Холст, масло. Новая пинакотека, Мюнхен
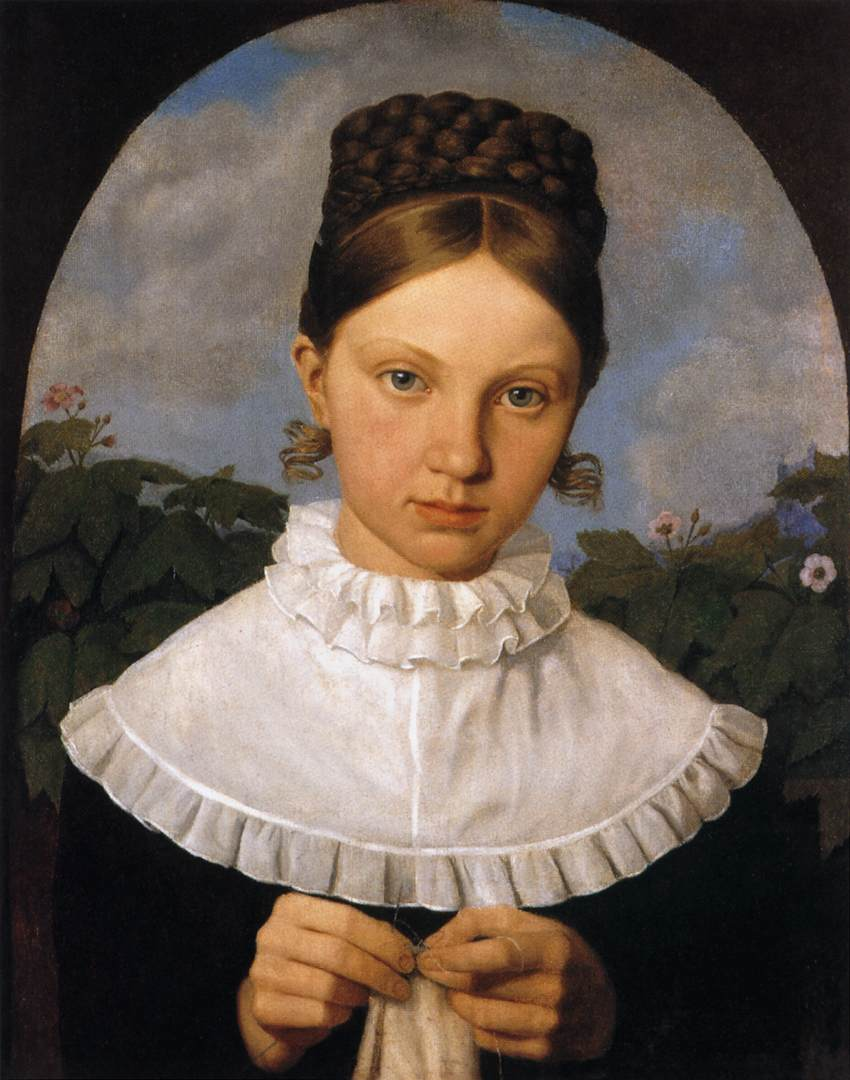
Портрет Ф. Гайл. Между 1820 и 1821. Холст, масло. Частное собрание
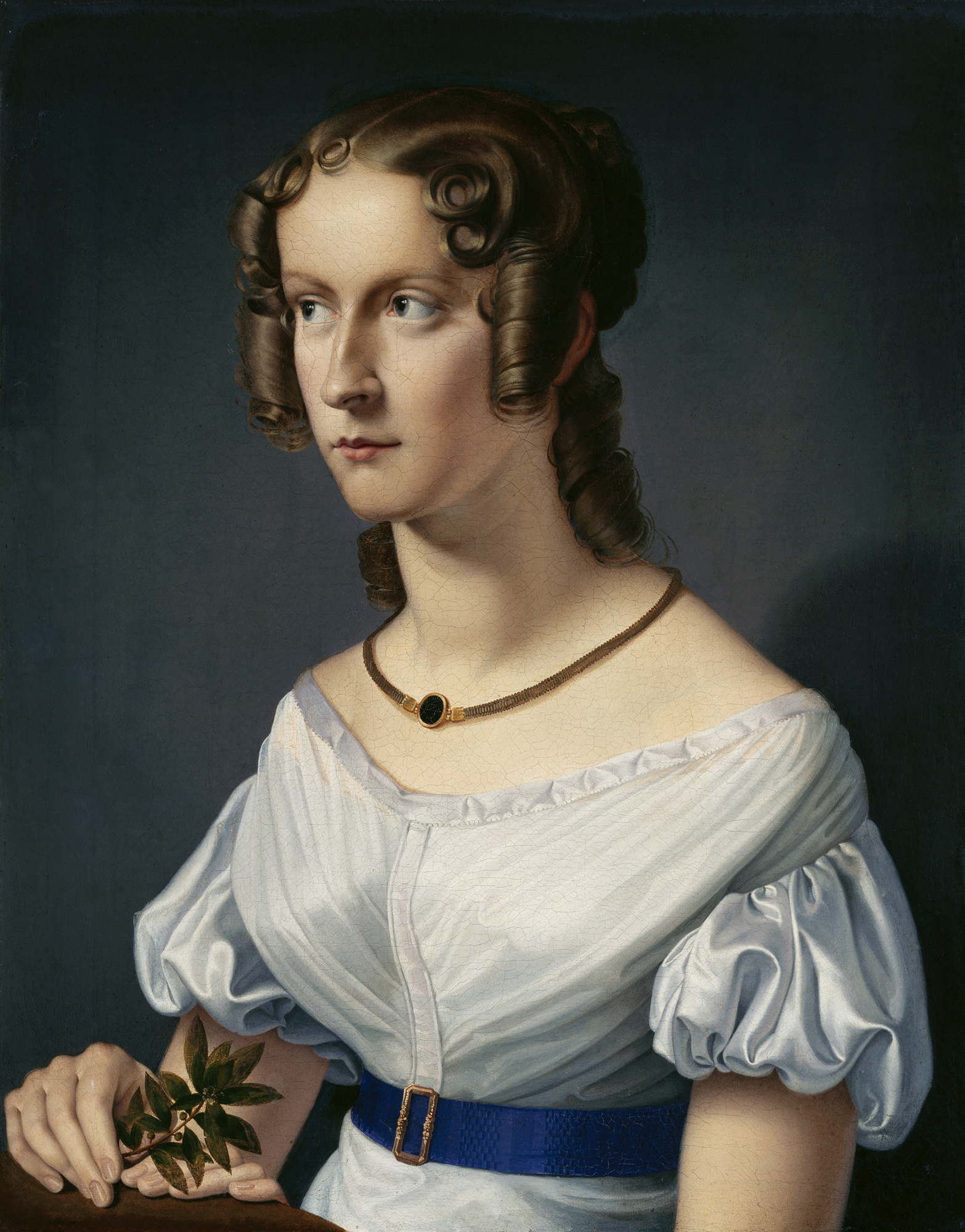
Женский портрет. 1825. Холст, масло. Городская галерея в доме Ленбаха, Мюнхен